# Kościół Niepokalanego Poczęcia Najświętszej Maryi Panny w Pruszkowie
Kościół Niepokalanego Poczęcia Najświętszej Maryi Panny w Pruszkowie – rzymskokatolicki kościół parafialny należący do dekanatu pruszkowskiego archidiecezji warszawskiej. Znajduje się w dzielnicy Żbików. 

## Historia
Obecna świątynia została wzniesiona na miejscu starszego kościoła pochodzącego z XV wieku (pozostały z niego jedynie fragmenty fundamentów). Kościół zaprojektował architekt Henryk Julian Gay w stylu neogotyckim. Budowa trwała w latach 1906-1914, podczas urzędowania księdza proboszcza Józefa Szczuckiego. W październiku 1914 roku wieża oraz dach kościoła zostały uszkodzone ogniem artyleryjskim, w czasie walk niemiecko-rosyjskich (bitwa o Pruszków). Odbudowę przeprowadzono w latach 1915-1922. W dwudziestoleciu międzywojennym były prowadzone prace przy wykończeniu wnętrza kościoła. Nie zostały ukończone, bo przerwała je II wojna światowa. Podczas jej trwania w wieży mieścił się magazyn broni Związku Walki Zbrojnej, a następnie Armii Krajowej. W latach 80. XX wieku wieża kościelna została uszkodzona przez wichurę. Odbudowano ją w latach 90. XX wieku.

## Wyposażenie
Z dawnej średniowiecznej świątyni pochodzi drewniany ołtarz z posągami św. Andrzeja i św. Małgorzaty, rzeźbami aniołów z rozpostartymi skrzydłami, a także obraz św. Rocha, pod którym jest umieszczony będący kopią obrazu czczonego w kościele Wniebowzięcia Najświętszej Maryi Panny i św. Józefa Oblubieńca w Warszawie obraz Matki Bożej Dobrej Śmierci. Obraz ten otoczony jest szczególną czcią wiernych. 